# Vinden och lejonet
Vinden och lejonet (originaltitel: The Wind and the Lion) är en amerikansk film från 1975 i regi av John Milius.

## Handling
Amerikanskan Eden Pedecaris (spelad av Candice Bergen) och hennes två barn blir kidnappade av en arabisk grupp ledda av Mulay Achmed Mohammed el-Raisuli (Sean Connery).

## Rollista
- Sean Connery - Mulay Achmed Mohammed el-Raisuli
- Candice Bergen - Eden Pedecaris
- John Huston - John Hay, USA:s utrikesminister
- Brian Keith - Pres. Theodore Roosevelt
- Geoffrey Lewis - Gummere
- Steve Kanaly - Capt. Jerome, USMC
- Vladek Sheybal - The Bashaw of Tangier
- Nadim Sawalha - Sherif of Wazan
- Roy Jenson - Adm. Chadwick
- Deborah Baxter - Alice Roosevelt